# لوكاس ألاركون
لوكاس ألاركون (بالإسبانية: Lucas Alarcón)‏ هو لاعب كرة قدم تشيلي في مركز الدفاع، ولد في 5 مارس 2000 في سانتياغو في تشيلي. لعب مع نادي أونيفرسيداد دي تشيلي.